# Yentl Vandevelde
Yentl Vandevelde (Gent, 31 oktober 2000) is een Belgisch wielrenner. Sinds 2024 komt hij uit voor Team Flanders-Baloise.

## Carrière
Op 8 juni 2023 boekte hij zijn eerste profzege door in de 2e etappe van de Ster ZLM Toer als eerste over de streep te komen.

## Overwinningen
2023
2e etappe Ster ZLM Toer

## Resultaten in voornaamste wedstrijden
|      | \| Jaar \| Gent-Wevelgem \| Ronde van Vlaanderen \| Parijs-Roubaix \| \| ---- \| ------------- \| -------------------- \| -------------- \| \| 2024 \| opgave \| opgave \| 91e \| \| 2025 \| opgave \| \| \| |                      |                |
| Jaar | Gent-Wevelgem | Ronde van Vlaanderen | Parijs-Roubaix |
| 2024 | opgave | opgave               | 91e            |
| 2025 | opgave |                      |                |

## Ploegen
- 2022 –  Minerva Cycling
- 2023 –  TDT-Unibet
- 2024 –  Team Flanders-Baloise
- 2025 –  Team Flanders-Baloise

Tietema · Bloem · Budding · de Vries · Inkelaar · Toussaint · Bomboi · Bouts · Loockx (vanaf 1/10) · Stockman · Vandevelde · Kopecký · Tanfield
Bonneu · Claeys · Clynhens · Colman · Craps · De Vylder · De Wilde · Dejaegher · Dens · Deweirdt · Gerits · Hesters · Maris · Van Hemelen · Van Poucke · Vandenbranden · Vandenstorme · Vandevelde · Vanhoof · Vercouillie